# Świstunka ałtajska
Świstunka ałtajska (Abrornis humei) – gatunek małego ptaka z rodziny świstunek (Phylloscopidae), wcześniej zaliczany do pokrzewkowatych (Sylviidae). Zamieszkuje Azję; sporadycznie zalatuje do Polski. Nie jest zagrożony wyginięciem.

## Systematyka
Świstunka ałtajska bywała dawniej uznawana za podgatunek świstunki żółtawej (A. inornatus), ale wyraźnie różni się od niej wokalizacją i upierzeniem.
Wyróżniono dwa podgatunki A. humei (podgatunek mandellii jest niekiedy uznawany za odrębny gatunek). Część systematyków zalicza świstunkę ałtajską do rodzaju Phylloscopus.

## Zasięg występowania
Świstunka ałtajska zamieszkuje w zależności od podgatunku:
- świstunka ałtajska[5] (Abrornis humei humei) – południowo-środkowa Rosja i wschodni Kazachstan do północno-zachodnich Chin i środkowego Nepalu.
- świstunka modrzewiowa[5] (Abrornis humei mandellii) – środkowe Chiny.

Gatunek ten migruje na niewielkie odległości i zimuje na południe od zasięgu letniego – w Azji Południowej i Południowo-Wschodniej.
Sporadycznie zalatuje do Polski – do końca 2021 roku odnotowano 6 stwierdzeń.

## Morfologia
Ptak wielkością i wyglądem przypomina zniczka lub mysikrólika. Najważniejszym podobieństwem do innych świstunek jest rysunek na skrzydle: jasne paski na końcach dużych i średnich pokryw, ciemny czworokąt na nasadach lotek drugiego rzędu, kontrastowo jasne brzegi lotek oraz jasne elementy na lotkach trzeciego rzędu. Sylwetka ptaka drobna, kulkowata z krótkim ogonkiem i delikatnymi nogami. Dziób krótki, delikatny, dobrze wyodrębniony, wierzch głowy brązowoszary bez zielonkawego odcienia, niekiedy nawet czekoladowy, nieco ciemniejszy niż grzbiet, który jest płowoszarooliwkowy. Najjaśniejszą częścią tułowia jest zielonopłowy kuper, jednak nie kontrastowy do grzbietu i pokryw nadogonowych.

## Zachowanie
Ptaki tego gatunku są bardzo ruchliwe, żerują wewnątrz koron drzew i krzewów, zganiając pokarm z liści i gałązek podlatują za owadami, zawisając na chwilę w locie przy liściach, by prędko schwytać zdobycz.

## Śpiew
Głosy tego ptaka są niższe od głosu świstunki żółtawej, zwykle to dwusylabowe ćwierknięcia „ci-lit", „psi-jup”, „tu-lti” (podobne do ćwierknięć wróbla, może też przypominać głos wójcika, ale jest od niego zdecydowanie wolniejszy) trwające około 0,2 sek. W tym samym czasie rozbrzmiewa jednosylabowe „ljit” kojarzące się z głosem rodzimego pierwiosnka. Wędrujące jesienią świstunki ałtajskie mogą się wcale nie odzywać, z tego powodu opisane dźwięki tych ptaków należą do rzadkości.

## Status i ochrona
IUCN uznaje świstunkę ałtajską za gatunek najmniejszej troski (LC, Least Concern) nieprzerwanie od 2004 (stan w 2022). Liczebność światowej populacji nie została oszacowana, ale ptak ten opisywany jest jako bardzo pospolity. Ze względu na brak dowodów na spadki liczebności bądź istotne zagrożenia dla gatunku BirdLife International uznaje trend liczebności populacji za prawdopodobnie stabilny.
Na terenie Polski gatunek ten jest objęty ścisłą ochroną gatunkową.